# 奥貫一男
奥貫 一男（おくぬき かずお、1907年（明治40年）1月25日 - 1999年（平成11年）5月29日）は、日本の生化学者。大阪大学名誉教授。

## 経歴・人物
埼玉県に生まれる。旧制埼玉県立粕壁中学校、旧制山形高等学校を経て、東京帝国大学理学部に入学。1929年（昭和4年）に卒業後は徳川生物学研究所に入所し同所の研究員として活動した。その後は柴田桂太が主催した岩田植物生理学研究所に入り、後にわかもと製薬創業者の長尾欽弥が設立した長尾研究所に転勤する。
第二次世界大戦後の1949年（昭和24年）には大阪大学の教授となり、同大学で教鞭を執る傍らでミトコンドリアの電子伝達系や生体の酸化還元反応等主に細胞呼吸の仕組みの研究に携わった。このころにに各種類のシトクロムの研究にも携わり、その抽出したものを精製したことを世界で初めて成功した事により名を馳せた。この業績により、1970年（昭和45年）に退職後は大阪大学の名誉教授に任命された。

## 受賞歴・栄典
- 日本学術協会賞（1942年）
- 朝日賞（1960年）
- 東レ科学技術賞（1967年）
- 第58回日本学士院賞（1968年）
- 勲三等旭日中綬章（1977年）